# Pause for a hoarse horse
Pause for a hoarse horse is het debuutalbum van de Britse muziekgroep Home. Het album werd opgenomen in de geluidsstudio van Decca Records in Hampstead. Decca zou na het geld voor het album voorgeschoten te hebben, het album ook uitgeven. Echter voordat een en ander definitief werd, kaapte CBS de release voor de neus van Decca weg. CBS had vol vertrouwen in de eventuele verkopen van Pause for a hoarse horse en bracht het album uit in de dubbelklapper als platenhoes.
Het succes viel tegen. Het album kwam qua verkoopcijfers helemaal niet van de grond. Het resultaat was wel zodanig dat Home concerten gaf als voorprogramma van bands als Led Zeppelin (1971), Argent, Jeff Beck en The Faces. Het album werd voorzien van een voorwoord geschreven door TW, waarschijnlijk Terry Williams, de drummer van Man. De opnamen van gastmuzikant Clive John vonden plaats in Zuid-Wales, thuisbasis van Man.

## Musici
- Mike Stubbs- zang, gitaar
- Laurie Wisefield – 1e gitaar, zang
- Cliff Williams – basgitaar, zang
- Mick Cook – slagwerk

Met
- Clive John (lid van Man) – toetsinstrumenten waaronder mellotron
- John Weider – viool

## Muziek
| Nr. | Titel                                  | Duur |
| --- | -------------------------------------- | ---- |
| 1.  | Tramp (Stubbs)                         | 3:30 |
| 2.  | Family (Stubbs)                        | 4:30 |
| 3.  | Pause of a hoarse horse (Stubbs)       | 3:00 |
| 4.  | Red E. Lewis and the Red Caps (Stubbs) | 4:30 |
| 5.  | In my time (Home)                      | 4:15 |

| Nr. | Titel                                        | Duur |
| --- | -------------------------------------------- | ---- |
| 1.  | How would it feel (Stubbs)                   | 3:25 |
| 2.  | Bad days (Stubbs)                            | 4:10 |
| 3.  | Mother (Stubbs)                              | 4:05 |
| 4.  | Moses (Stubbs)                               | 5:10 |
| 5.  | Welwyn Garden City blues (Stubbs, Wisefield) | 1:30 |
| 6.  | You’re no good (Stubbs)                      | 3:00 |

"Red E. Lewis and the Red Caps" was een bandje met zanger Willie Stubbs en gedurende de jaren 1959 en 1960 Jimmy Page in de gelederen. Led Zeppelin was toen nog ver weg. Welwyn Garden City is een stadje in Engeland.